# Aprosmictus
Aprosmictus é um género de periquito da família Psittacidae.
Este género contém as seguintes espécies:
- Periquito-de-asa-vermelha-de-timor ou Papagaio-de-timor, Aprosmictus jonquillaceus
- Periquito-de-encontro-vermelho ou Periquito-de-asa-vermelha, Aprosmictus erythropterus

Aprosmictus jonquillaceus
https://avibase.bsc-eoc.org/species.jsp?lang=PT&avibaseid=97DE42F360EB2F86
.https://avibase.bsc-eoc.org/species.jsp?lang=PT&avibaseid=BB1F4BB83322CED8
http://cobl.pt/site/index.php/artigos/94-aprosmictus-erythropterus-periquito-de-asa-vermelha